# Penny Marshall (réalisatrice)
Pour les articles homonymes, voir Marshall.
Ne doit pas être confondu avec Penny Marshall (journaliste).
Carole Penelope Masciarelli, dite Penny Marshall, est une actrice, réalisatrice et productrice américaine née le 15 octobre 1943 à New York (dans le quartier du Bronx) et morte le 17 décembre 2018 à Los Angeles.

## Biographie

### Enfance
Née Carole Penelope Masciarelli, fille du réalisateur Anthony Wallace Marsciarelli dit Anthony Marshall (1906-1999) et de l'actrice Marjorie Irene Marshall (1908–1983), elle est la sœur du réalisateur Garry Marshall (dont le vrai nom est Garry Kent Masciarelli) et de la productrice Ronny Hallin. 

### Carrière
Formé à la danse par sa mère, elle apparaît pour la première fois à la télévision à l'âge de 10 ans dans The Jackie Gleason Show mais ne fait ses débuts d'actrice qu'en 1968 dans Les Sept Sauvages de Richard Rush et Adorablement vôtre de Jerry Paris, dont le scénario est écrit par son frère Garry.
Elle accède à la notoriété grâce à son rôle de Laverne DeFazio dans la série Happy Days (1975-1979), également créée par son frère, et surtout la série dérivée qui en est tirée, Laverne et Shirley (1976-1983).
Après avoir réalisé quelques épisodes de la série, elle dirige son premier film en 1986, Jumpin' Jack Flash avec Whoopi Goldberg.
Avec Big (1988) et Une équipe hors du commun (1992), Penny Marshall est la première réalisatrice dont les films ont rapporté plus de 100 millions de dollars au box-office[source insuffisante].

### Décès
Elle meurt le 17 décembre 2018 à Los Angeles des suites d'un diabète.

### Vie personnelle
Penny Marshall a été mariée au réalisateur Rob Reiner de 1971 à 1979. 
Sa fille, Tracy, née d'une première union (de 1963 à 1967) avec Michael Henry, a été adoptée par Rob Reiner dont elle a repris le patronyme.

## Filmographie
Sauf indication contraire, les informations mentionnées dans cette section peuvent être confirmées par la base de données cinématographiques IMDb,  présente dans la section « Liens externes ».

### Actrice

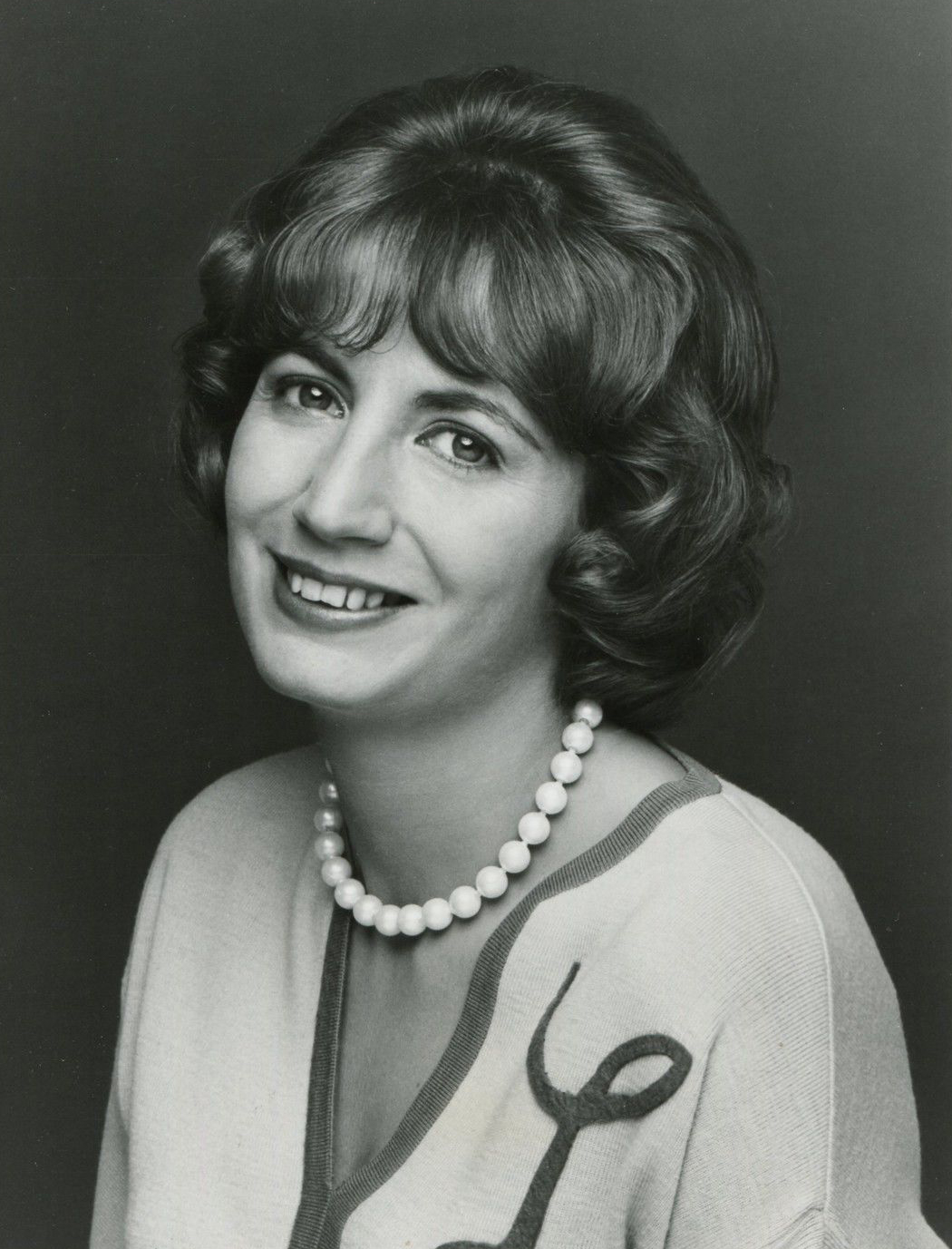
Penny Marshall dans Laverne et Shirley (1976).

#### Cinéma
- 1968 : Les Sept Sauvages de  Richard Rush : Tina
- 1968 : Adorablement vôtre de Jerry Paris : une fille de la tournée
- 1970 : L'Amoureuse de  Jerry Paris : Plaster Caster
- 1970 : Where's Poppa? de  Carl Reiner : une spectatrice au tribunal
- 1975 : How Come Nobody's on Our Side? de Richard Michaels  : Theresa
- 1979 : 1941 de Steven Spielberg  : Mlle Fitzroy
- 1985 : Movers and Shakers de William Asher  : Reva
- 1991 : La Manière forte de John Badham  : Angie / l'agent de Nick
- 1993 : Hocus Pocus de Kenny Ortega  : la femme du maître
- 1999 : Special Delivery de Kenneth A. Carlson
- 2004 : L'Histoire de Reverge Anselmo  : le lieutenant Chevetone
- 2005 : Looking for Comedy in the Musilm World d'Albert Brooks  : elle-même
- 2007 : Coup de foudre à l'italienne de Jason Todd Ipson  : Theresa, la fleuriste
- 2007 : Alice dans tous ses états de  Sandy Tung: Mme Plotkin
- 2007 : Blonde Ambition de Scott Marshall  : Bolo

#### Télévision
- 1968-1969 : That Girl (2 épisodes) : Joan / assistante bibliothécaire
- 1969 : Then Came Bronson (1 épisode)

- 1970 : Love, American Style (1 épisode) : Mary Agnes

- 1970 : Pieds nus dans le parc (1 épisode)
- 1970 : Wacky Zoo of Morgan City (1 épisode) : la secrétaire du maire
- 1970 : Le Monde merveilleux de Disney (2 épisodes)
- 1971 : The Feminist and the Fuzz : une des féministes
- 1971 : Getting Together (1 épisode) : Mona
- 1971-1975 : The Odd Couple (18 épisodes) : Myrna Turner
- 1972  : Evil Roy Slade : l'employée de banque
- 1972  : The Super (1 épisode) :  Janice
- 1972  : The Bob Newhart Show (1 épisode) : l'hôtesse de l'air
- 1972  : The Crooked Hearts : la serveuse
- 1972  : The Couple Takes a Wife :  Paula
- 1973 : Banacek (1 épisode) : la réceptionniste
- 1974 : Paul Sand in Friends and Lovers (11 épisodes) : Janice Dreyfuss
- 1974-1976 : The Mary Tyler Moore Show (3 épisodes) : Paula
- 1975 : Let's Switch! : Alice Wright
- 1975 : Wives : Connie
- 1975 : Chico and the Man (1 épisode) : Anita
- 1975-1979 : Les Jours heureux (6 épisodes) : Laverne DeFazio
- 1976 : Good Heavens (en) (1 épisode)
- 1976-1983 : Laverne et Shirley :  Laverne DeFazio
- 1977 : Blansky's Beauties (en) (1 épisode)
- 1977-1996 : Saturday Night Live (2 épisodes)
- 1978  : Mork and Mindy (1 épisode) : Laverne DeFazio
- 1978  : More Than Friends :  Matty Perlman

- 1981 : Laverne and Shirley in the Army : Laverne DeFazio

- 1982 : The Mork and Mindy/Laverne and Shirley/Fonz Hour (voix)
- 1984  : The New Show (1 épisode)
- 1984  : Love Thy Neighbor :  Linda Wilson
- 1985  : Le Grand Défi : Nora Schoonover
- 1990 : Les Simpson (épisode Noël mortel) : Lucille Botz (voix)
- 1993 : The Odd Couple: Together Again : Myrna
- 1998 : Nash Bridges (1 épisode) : l'enquêtrice du NYPD
- 2004 : Frasier (1 épisode) : Céleste
- 2005 : Bones (1 épisode) : elle-même
- 2006 : Campus Ladies (1 épisode)
- 2008 : The Game (1 épisode) : la mère de Rick Fox
- 2013 : Sam et Cat (1 épisode) : une des deux créatrices d'une émission télé pour enfant nommée Salmon Cat.

### Réalisatrice

#### Cinéma
- 1986 : Jumpin' Jack Flash
- 1988 : Big
- 1990 : L'Éveil  - également productrice
- 1992 : Une équipe hors du commun - également productrice
- 1994 : Opération Shakespeare - également productrice
- 1996 : La Femme du pasteur
- 2001 : Écarts de conduite

#### Télévision
- 1979 : Mike et Ernie (épisode Working Stiffs)
- 1979-1981 : Laverne et Shirley (4 épisodes)
- 2009 : According to Jim (2 épisodes)
- 2010 : Women Without Men
- 2010 : United States of Tara (épisode Explosive Diorama)

### Productrice

#### Cinéma
- 1990 : L'Éveil d'elle-même
- 1992 : Une équipe hors du commun d'elle-même
- 1994 : Opération Shakespeare d'elle-même
- 1993 : Calendar Girl de John Whitesell
- 1996 : Getting Away With Murder d'Harvey Miller
- 2003 : Risk d'Haylar Garcia et Debra Sera
- 2005 : De l'ombre à la lumière de Ron Howard
- 2005 : Ma sorcière bien-aimée de Nora Ephron

#### Télévision
- 1997 : Heaven Will Wait de Jane Milmore et Billy van Zandt
- 1998 : With Friends Like These… (en) de  Philip Frank Messina
- 2004 : Crossover de Kip et Kern Konwiser

## Distinctions
Sauf indication contraire, les informations mentionnées dans cette section peuvent être confirmées par la base de données cinématographiques IMDb,  présente dans la section « Liens externes ».
Le 12 août 2004, Penny Marshall inaugure son étoile sur le Walk of Fame, face au 7021 Hollywood Boulevard, en compagnie de Cindy Williams pour leurs rôles dans Laverne & Shirley.

### Récompenses
- Mostra de Venise 1988 : Children and Cinema Award - mention spéciale pour Big
- Women in Film Crystal Awards 1991 : Crystal Award
- American Comedy Awards 1992 : Creative Achievement Award
- Hochi Film Awards 1992 : meilleur film étranger pour Une équipe hors du commun
- New York Women in Film & Television Awards 1994 : Muse Award
- Prix Flaiano 1995 : prix pour la carrière, catégorie cinéma
- Elle Women in Hollywood Awards 1997 : Icon Award, partagé avec Meryl Streep, Jane Campion et Laura Ziskin
- Festival du film de Munich 1998 : High Hopes Award pour With Friends Like These…, partagé avec Robert Greenhut et Amy Lemisch
- Online Film & Television Association 2000 : OFTA TV Hall of Fame, catégorie acteurs et actrices
- Festival du film de Cabourg 2002 : Swann d'or du meilleur film pour Écarts de conduite
- Festival du film d'Israël 2002 : Visionary Award
- TV Land Awards 2003 : Working Stiff of the Year pour Laverne & Shirley, partagé avec Cindy Williams
- Society of Camera Operators 2013 : Governors' Award

### Nominations
- Golden Globes 1978 : meilleure actrice dans une série télévisée comique ou musicale pour Laverne & Shirley
- Golden Globes 1979 : meilleure actrice dans une série télévisée comique ou musicale pour Laverne & Shirley
- Golden Globes 1980 : meilleure actrice dans une série télévisée comique ou musicale pour Laverne & Shirley
- Hugo Awards 1989 : Meilleure présentation dramatique pour Big partagé avec Gary Ross et Anne Spielberg (scénaristes)
- Saturn Awards 1990 : meilleur réalisateur pour Big

## Anecdotes
Dans Hocus Pocus de Kenny Ortega (1993), Penny Marshall joue le rôle de la femme du Maître, interprété par Gary Marshall, qui est son frère dans la vraie vie.